# Koolstofsuboxide
Koolstofsuboxide, of trikoolstofdioxide is een koolstofoxide met de formule {\displaystyle {\ce {C3O2}}}, of, met iets meer nadruk op de structuur: {\displaystyle {\ce {O=C=C=C=O}}}.Het is een van de stabiele lineaire koolstofoxides {\displaystyle {\ce {O=C_{n}=O}}} waar ook koolstofdioxide en pentakoolstofdioxide toe behoren. Hoewel het in zeer zuivere toestand bij kamertemperatuur en in het donker bewaard kan worden zonder te ontleden, zijn er wel omstandigheden waarin het polymeriseert. De vier geconjugeerde dubbele banden maken deze verbinding tot een cumuleen.
De stof werd ontdekt on 1873 door Benjamin Brodie, die koolstofmonoxide blootstelde aan een elektrische stroom. Hij beschreef het product als een de leden van de reeks {\displaystyle {\ce {C_{n \ + \ 1}O_{n}}}}, ({\displaystyle {\ce {C2O}}}, {\displaystyle {\ce {C3O2}}}, {\displaystyle {\ce {C4O3}}}, {\displaystyle {\ce {C5O3}}}, ...., waarvan hij de laatste twee geïdentificeerd had. Echter, op het moment (2019) is van deze serie alleen {\displaystyle {\ce {C3O2}}} een bekende stof. In 1891 vond Marcellin Berthelot dat bij verwarmen van koolstofmonoxide bij 550 °C kleine hoeveelheden koolstofdioxide ontstonden, maar geen spoor van elementaire koolstof. Hij nam aan dat een koolstofrijk oxide was ontstaan, dat hij "sub-oxide" noemde. Hij veronderstelde dat hij dezelfde verbinding had verkregen als Brodie 18 jaar eerder en noemde als formule {\displaystyle {\ce {C2O}}}. Otto Diels stelde later de meer organisch klinkende namen dicarbonylmethaan of dioxalleen voor als correcte namen voor de verbinding.
Koolstofsuboxide wordt in het algemeen beschreven als een olieachtige vloeistof of (bij kamertemperatuur) een gas met zeer prikkelende geur.

## Synthese
Koolstofsuboxide wordt gesymthetiseerd door het verwarmen van een droog mengsel van fosforpentoxide en malonzuur of esters van de laatste:
{\displaystyle {\ce {2P2O5\ +\ 3C3H4O4\ ->[{\ce {\Delta }}][{\ce {}}]\ 3C3O2\ +\ 2H3PO4}}}
Koolstofsuboxide kan dus ook beschouwd worden als een anhydride, het tweede, van malonzuur.
Verschillende andere syntheseroutes zijn te vinden in een review door Reyerson uit 1930.

## Polymerisatie
Koolstofsuboxide polymeriseert spontaan tot een rode, gele of zwarte vaste stof. Aangenomen wordt dat de structuur vergelijkbaar is met die van 2-pyron. Het aantal monomere eenheden in de polymeren is variabel (zie: Polymere koolstofoxides. In 1969 werd de veronderstelling geopperd dat de kleur van oppervlak van Mars aan deze stof kan worden toegeschreven. Tijdens de Marsmissies in het Vikingproject bleek dit niet correct, de kleur hangt samen met ijzeroxides.

## Toepassingen
Koolstofsuboxide wordt gebruikt in de synthese van malonaten en als hulpstof om kleurstoffen beter te laten hechten op pelzen.

## Biologische functie

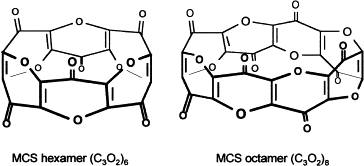
Hierboven enkele voorbeelden van macrocyclische polymeren van koolstofsuboxide met 6- en 8-ringen die aangetroffen zijn in levende organismen.

.
Koolstofsuboxide, {\displaystyle {\ce {C3O2}}}, kan in kleine hoeveelheden ontstaan in elk biochemisch proces dat normaal gesproken tot koolstofmonoxide, {\displaystyle {\ce {CO}}}, leidt. Het ontstaat onder andere tijdens de oxidatie van heem door heem-oxigenase-1. Een andere bron is malonzuur. In vivo polymeriseert koolstofsuboxide naar macrocyclische oligomeren met de algemene formule {\displaystyle {\ce {(C3O2)_{n}}}}, met name {\displaystyle {\ce {(C3O2)6}}} en {\displaystyle {\ce {(C3O2)8}}}. Deze stoffen functioneren als endogene digoxine-achtige Na+/K+-ATP-ase en Ca-afhankelijke ATP-ase-remmers, endogene natriuretica (bevorderen uitscheiding van natrium via de nieren), antioxidanten en antihypertensiva. Daarnaast menen sommige auteurs dat koolstofsuboxide mogelijk een rol speelt in het verwijderen van vrije radicalen en oxidatieve stress en deel uitmaakt van het endogene antikankermechanisme, bijvoorbeeld in het netvlies.

## Structuur en binding
De structuur van koolstofsuboxide is sinds de jaren 70 van de 20e eeuw onderwerp van zowel experimenteel als theoretisch onderzoek. De centrale vraag in het onderzoek is: is het het een lineair of een geknikt molecuul? Of meer wiskundig geformuleerd:
{\displaystyle {\ce {\theta _{C2}=\angle C1C2C3\ {\overset {?}{=}}\ 180\!^{\circ }}}}
IN het algemeen zijn de studies het met elkaar eens dat het molecuul niet star is, met een zeer lage barrièremten opzichte van buiging. Een studie spreekt van een "dubbel minimum" met θC2 ~ 160° en een energiebarrière van 0,238 kJ/mol.. Voor 140° ≤ θC2 ≤ 180° wordt een maximale energie voorspelt van 0,962 kJ/mol. Deze kleine energiebarrière tegen buiging is vergelijkbaar in grootte met de nulpuntsenergie van vibratie. Het molecuul kan daarom het best beschreven worden als quasilineair. Infrarood en elektrondiffractie studies geven aan dat {\displaystyle {\ce {C3O2}}} in de gasfase een geknikte structuur heeft. Als vaste stof wordt met röntgendiffractie een gemiddeld lineaire structuur gevonden, hoewel de grote onzekerheid (thermische ellipsoïdes) van de zuurstof-atomen en C2 in overeenstemming zijn met een zelfs in vaste toestand snelle buiging (minimum θC2 ~ 170°) van het molecuul.
Een hetero-cumuleen benadering van koolstofsuboxide, gecombineerd met het minimaliseren van formele ladingen, verklaart niet makkelijk de niet-starheid van het molecuul en de afwijking van de lineaire geometrie. Als verklaring voor het quasilineaire gedrag van koolstofsuboxide heeft Frenking voorgesteld het molecuul te zien als een complex van een koolstof-atoom met twee koolmonoxide-liganden. Het centrale koolstofatoom draagt dan, naast de liganden, nog twee vrije elektronenparen: {\textstyle {\ce {OC:->{\overset {..}{{\underset {..}{C}}}}<-:CO}}}. Anderen echter hebben dit type binding in {\displaystyle {\ce {C3O2}}} en vergelijkbare verbindingen als "chemisch onredelijk" bestempeld.